# Soldier (Neil Young)
Soldier is een lied dat werd geschreven door Neil Young. Hij bracht het in 1972 uit op zijn album Journey through the past waarop de muziek verscheen van zijn autobiografische documentaire uit dat jaar. Het was het enige van dit album dat niet al eerder was uitgebracht.

## Tekst en muziek
Young opent het nummer met een solo op de piano die in het verdere verloop het enige begeleidingsinstrument blijft. Het is een protestlied waarin hij een soldaat toespreekt. Hij vraag hem waarom zijn ogen net als de zon stralen.
Vervolgens zingt hij Jezus toe. Young heeft hem op de rivier zien lopen. Hij vertelt hem: Ik geloof u niet, want u kunt niet meteen leveren.
Hij besluit door hem gelijk als de soldaat te vragen waarom zijn ogen als de zon stralen.

## Uitvoeringen en covers
Na Journey through the past bracht Young het nummer ook nog uit op Decade (1977) en The archives vol. 1 1963-1972 (2009).
Het werd gecoverd door Janet Bean die bekend werd in muziekformaties als Freakwater, Eleventh Dream Day en the Concertina Wire. Dit nummer bracht ze met de laatste formatie uit op het album Dragging wonder lake (2003). Verder verscheen nog een versie van Ian Saylor op Headed for the ditch (2007), een tribuutalbum van meerdere artiesten met liedjes van Young.